# Carl Anton i Vita Bergen
Carl Anton i Vita Bergen 

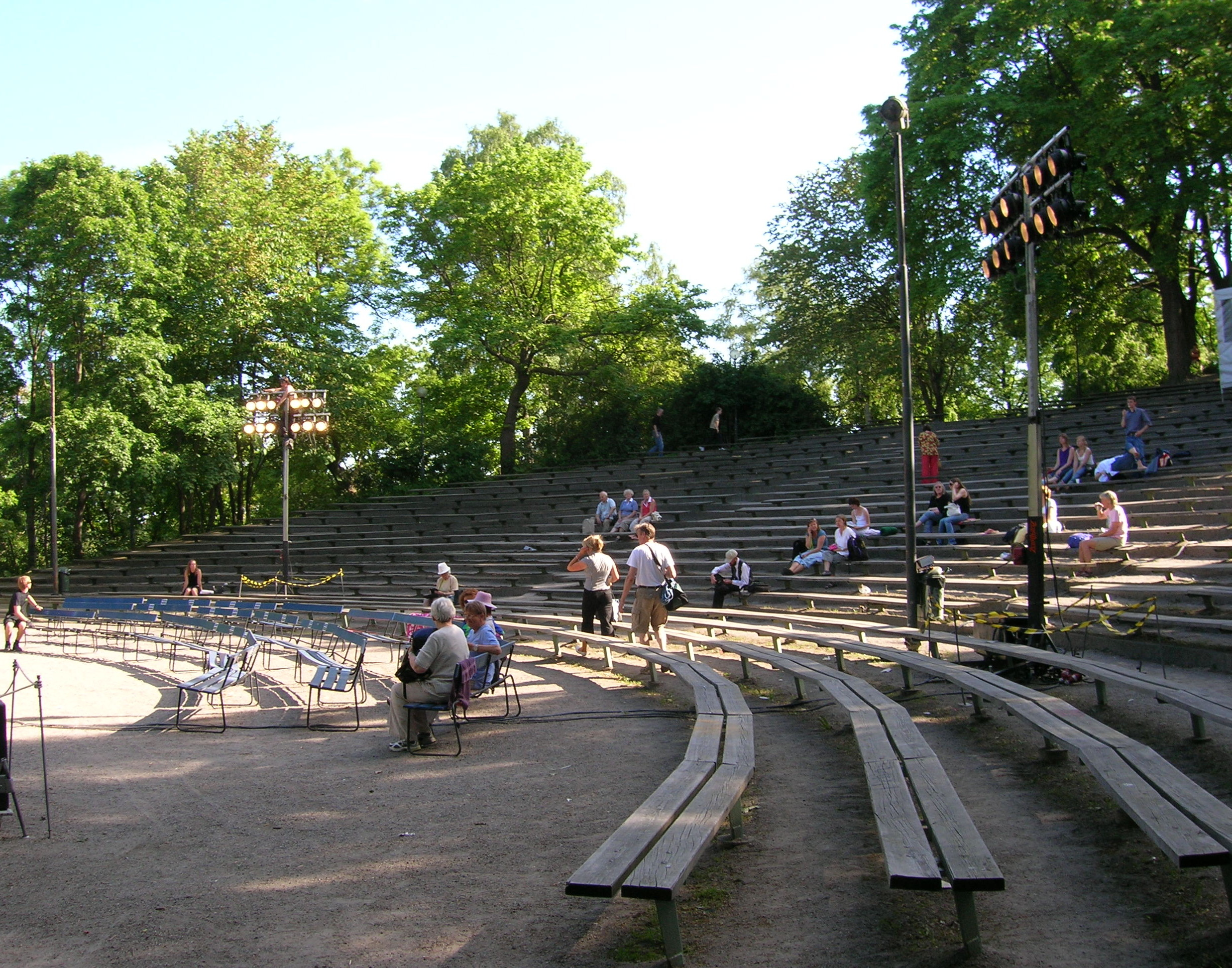
Programmet sändes från friluftsteatern i Vitabergsparken.

var ett underhållningsprogram som sändes i SVT under flera somrar mellan åren 1981 och 1995.
Redan 1965
började trubaduren Carl Anton att leda trivselkvällar med artistframträdanden i Vita bergen (Vitabergsparken) i Stockholm. 
Sommaren 1981 började Sveriges Television direktsända underhållningen. Carl Anton i Vita Bergen blev en långlivad serie som sändes åren 1981–1991 samt 1993–1995. Carl Anton bestämde sig 1992 för att ta en paus så det året sände Kanal 1 istället tre program med axplock ur tidigare års sommarprogram.
Bland de många artister som framträdde i programmen kan nämnas bland andra Olle Adolphson, Lars Forssell, Alf Hambe, Brita Borg, Thorstein Bergman, Sten-Åke Cederhök, Ewa Roos, Carl-Gustaf Lindstedt, Jarl Kulle, Lena Nyman, Cornelis Vreeswijk, Laila Westersund, Sofia Källgren, Per Grundén, Tommy Körberg, Lis Nilheim, Robert Gustafsson, Jan Malmsjö, Sonya Hedenbratt, Gladys del Pilar, Ingvar Wixell och Sven Wollter.
Några gäster som ofta återkom i serien var Monica Nielsen (hon medverkade praktiskt taget varje säsong), Anita Wall och Per Myrberg. Kapellmästare i samtliga program var Ricke Löw.
Programmet var under hela sin sändningsperiod mycket populärt och hade höga tittarsiffror. Programmet möttes emellertid även av viss kritik för att vara alltför likartat från år till år, ofta med samma artister och sångrepertoar. Kritik förekom även mot att både artister och framföranden ofta bar en vänsterprägel.